# Felicja Orsztynowicz
Felicja Orsztynowicz-Murzyn (ur. 20 lipca 1929) – polska lekkoatletka, sprinterka, mistrzyni Polski.

## Kariera
Była zawodniczką Kolejarza Toruń, a następnie Polonii Bydgoszcz. Jej największym sukcesem sportowym było mistrzostwo Polski w biegu na 200 m na Mistrzostwach Polski w 1951 z wynikiem 26.4 w barwach pionu sportowego Gwardia, obejmującego wówczas jej macierzysty klub bydgoski. Wystąpiła jeden raz w meczu międzypaństwowym - 6-7 października 1951 z NRD w biegu na 100 m i w sztafecie 4 x 100 m, jednak bez sukcesów.
Rekordy życiowe: 100 m – 12.4 (1956), 200 m – 26.0 (1956), skok w dal – 5,03 (1949)
Po zakończeniu kariery była działaczem sportowym, m.in. w Towarzystwie Krzewienia Kultury Fizycznej w Bydgoszczy. Żona Teofila Murzyna, piłkarza Polonii Bydgoszcz i rezerw Legii Warszawa